# Тамаш Дойч
Тамаш Дойч (угор. Tamás Deutsch, 4 грудня 1969) — угорський плавець.
Учасник Олімпійських Ігор 1988, 1992, 1996 років.
Призер Чемпіонату світу з водних видів спорту 1994 року.
Призер Чемпіонату світу з плавання на короткій воді 1995 року.
Призер Чемпіонату Європи з водних видів спорту 1991, 1993, 1995 років.